# Think tank
Think tank hay tổ chức nghiên cứu hay viện chính sách, hoặc viện nghiên cứu (tiếng Anh: think tank) là một tổ chức hoặc nhóm các cá nhân hoạt động nghiên cứu đưa ra các tư vấn về chính sách, chiến lược trong các lĩnh vực, ban đầu là quân sự, sau đó mở rộng sang các lĩnh vực khác như chính trị, kinh tế, giáo dục, khoa học – kĩ thuật, văn hóa và xã hội.
Đa số các think tank là các tổ chức phi lợi nhuận, mà được miễn thuế ở nhiều nước như ở Hoa Kỳ và Canada. Các think tank khác được thành lập hoặc tài trợ bởi các chính phủ hoặc các nhóm lợi ích, doanh nghiệp hay thu nhập từ việc cố vấn hay nghiên cứu liên quan đến các công trình của họ.
Think tank có thể là các tổ chức gắn liền với các đảng phái chính trị, các cơ quan thuộc chính phủ, các nhóm lợi ích, hoặc các tập đoàn kinh tế khác. Think tank có thể tồn tại như một tổ chức phi chính phủ (NGOs). Các tổ chức think tank hoạt động như một cầu nối giữa giới hàn lâm – khoa học và giới hoạch định chính sách (ví dụ như chính phủ hoặc ban giám đốc tập đoàn nào đó).

## Lịch sử
Think tank(s), có nghĩa là (những) chiếc thùng của tư duy. Từ think tank theo nghĩa hiện tại được đề cập đến khoảng những năm 1950. Đến nay vẫn còn sự tranh luận về think tank đầu tiên. Một trong số các think tank đầu tiên là the Institute for Defence and Security Studies (RUSI), thành lập vào năm 1831 theo sáng kiến của Arthur Wellesley ở Luân Đôn và hội Fabian cũng ở Vương quốc Anh đã có từ 1884.
Sau năm 1930, số lượng think tank bùng nổ mạnh, nhiều think tank mới được thành lập để đáp ứng cho các lĩnh vực khác nhau. Đến những năm 1940, phần lớn các think tank được biết đến như là những Viện Chính sách. Trong Thế Chiến thứ Hai, think tank được đề cập cùng với phương pháp "não công".
Tuy nhiên thuật ngữ think tank, được sử dụng ban đầu khi đề cập đến tổ chức RAND Corporation, được thành lập năm 1946, có nhiệm vụ đưa ra các tư vấn quân sự.

## Các loại hình think tank
Think tank đại diện cho rất nhiều quan điểm và ý thức hệ khác nhau. Một vài think tank, như Heritage Foundation, có xu hướng bảo thủ. Trong khi số khác, nhất là các think tank hoạt động trong lĩnh vực cải thiện môi trường và xã hội như Tellus Institute, thường có tư tưởng khá thoáng. Số khác nữa, chẳng hạn think tank Cato Institute, hoạt động với tôn chỉ thúc đẩy cải cách xã hội và kinh tế theo hướng tự do.
Hiện nay, do hệ quả của toàn cầu hóa bắt đầu xuất hiện hình thức hợp tác của nhiều think tank ở các nước khác nhau.

## Các think tank của Việt Nam
Theo bảng xếp hạng Global go to Think Tank Index năm 2019 của Đại học Pennsylvania (Hoa Kỳ), Việt Nam có 7 tổ chức think tank được công nhận và xếp hạng.
- Viện Kinh tế và Chính trị Thế Giới (Institute of World Economics and Politics – IWEP)
- Học viện Ngoại Giao Việt Nam (Diplomatic Academy of Vietnam – DAV)
- Viện Kinh tế Việt Nam (Vietnam Institute of Economics – VIE)
- Viện Nghiên cứu Kinh tế và Chính sách (Vietnam Institute for Economic and Policy Research – VEPR)
- Viện Nghiên cứu châu Mỹ (Vietnam Institute for American Studies – VIAS)
- Viện Nghiên cứu Quản lý Kinh tế Trung ương (Central Institute for Economic Management – CIEM)
- Trung tâm Nghiên cứu Hệ thống Y tế – thuộc Đại học Y Hà Nội (Center for Health System Research – CHSR)

Theo chuyên gia kinh tế Lê Đăng Doanh, vai trò của các Think Tank của Việt Nam còn rất hạn chế, chưa đáp ứng được nhu cầu nghiên cứu thực tế trong phát triển kinh tế – xã hội của Việt Nam. Theo chuyên gia kinh tế Phạm Chi Lan, hiện đang có 5 hạn chế lớn khiến các Think Tank của Việt Nam khó phát huy được vai trò của mình, đó là sự hạn chế về khung pháp lý, hạn chế về tự do nghiên cứu, huy động nguồn lực, không được tiếp thu kết quả nghiên cứu, và không có sự tham gia – trao đổi với bên ngoài. Bà Phạm Chi Lan nói: "Có một số Think Tank được các tổ chức nước ngoài đồng ý tài trợ nghiên cứu, nhưng không được cơ quan nhà nước cho phép tiếp nhận. Chính vì vậy mới xảy ra hiện tượng "bên ngoài sẵn sàng trả, nhưng mình không sẵn sàng tiếp nhận". Đó là điều đáng tiếc!"